# Sarcopera
Sarcopera es un género  de bejucos perteneciente a la familia Marcgraviaceae. Comprende 21 especies descritas y de estas, solo 7 aceptadas.

## Descripción
Son arbustos epífitos o hemiepífitos o bejucos. Hojas espiraladas, asimétricas, ovadas a elípticas, 7–12 cm de largo y 3–8 cm de ancho, ápice agudo a acuminado o retuso, base cuneada, coriáceas. Inflorescencia una espiga, raquis hasta 35 cm de largo, flores 60–100 o más, 5-meras, rojizas, sésiles; corola fusionada ca la 1/2 de su longitud; nectarios en forma de cucharón, 1–2 cm de largo (flores proximales sin nectarios).

## Taxonomía
El género fue descrito por Hollis G. Bedell y publicado en Botanische Jahrbücher für Systematik, Pflanzengeschichte und Pflanzengeographie 119(3): 328. 1997.

## Especies aceptadas
A continuación se brinda un listado de las especies del género Sarcopera aceptadas hasta julio de 2015, ordenadas alfabéticamente. Para cada una se indica el nombre binomial seguido del autor, abreviado según las convenciones y usos.	
- Sarcopera anomala (Kunth) Bedell
- Sarcopera cordachida (Ruiz & Pav. ex G. Don) Bedell ex S. Dressler
- Sarcopera flammifera de Roon & Bedell
- Sarcopera oxystylis (Baill.) Bedell ex Gir.-Cañas
- Sarcopera rosulata de Roon & Bedell
- Sarcopera sessiliflora (Triana & Planch.) Bedell
- Sarcopera tepuiensis (de Roon) Bedell